# 妙高號重巡洋艦
「妙高」號重巡洋艦（みょうこう/めうかう）是大日本帝國海軍第五號重巡洋艦，「妙高型重巡洋艦」的一號艦。於橫須賀海軍工廠動工，在1929年至1946年間服役。其命名取自新潟縣的妙高山，於戰後由海上自衛隊第七護衞艦隊的其中一艘金剛型護衞艦繼承 。

## 簡介
「妙高」型重巡洋艦是日本海軍在簽署《華盛頓海軍條約 》後完成設計及建造的第一種萬噸級巡洋艦，一度被西方認為是最強大的「條約型巡洋艦」。其設計對後來建造的「高雄型」、「最上型」、「利根型」及「伊吹型」帶來重大影響。「妙高」型四艦先後作為聯合艦隊第二艦隊主力參加了侵華戰爭及太平洋戰爭。
由於「那智號」是第一艘完工並公諸於世的「妙高」型，以致當時各國都誤稱為「那智」型。

## 特點
「妙高」型重巡洋艦參照「古鷹型」及「青葉型」設計，具較高的長寬比、較小的寬深比、較低的船體中央系數，強調火力及速度，相對犧牲了防護及續航力。當中「妙高號」作為艦隊旗艦，擁有較大的住宿設施、無綫電設備及大型作戰室。
「妙高」型完工時攜帶8條小艇，後來增加至10條，作為艦隊旗艦時會再增加一條指揮官專用艇。

## 建造經緯
1922年，日本海軍軍令部委託平賀讓大佐設計新巡洋艦。次年初，藤本喜久雄中佐在平賀讓大佐指導下完成基本設計。平賀讓大佐在5月18日提交設計方案，在8月25日通過及下令建造。及後，平賀讓晉升為少將並出國考察，藤本喜久雄中佐大幅更改設計並獲通過。
受「關東大地震」影響，建造撥款被大幅縮減，加上橫須賀海軍工廠遭破壞，在1924年10月方完成龍體鋪設。
1927年4月16日，舉行下水儀式，昭和天皇亦有出席。
1928年7月正式完工，與「那智」號一併在吳海軍基地註冊艦藉。
1934年11月15日，與「那智」號一併更換母港為佐世保。

## 艦歷
1929年11月30日，「妙高」型四艦加入第二艦隊組成第四戰隊，正式服役。
1933年5月20日，被編為第五戰隊。在同年12年11日與「那智」號一併調到吳鎮護衞隊。
1934年2月1日，與「那智」號一併調到佐世保護衞隊，隸屬臨時組建的第四艦隊。
1934年11月20日至1935年3月31日，進行第一次第一階段改造，包括將主炮更換成203mm口徑。
1935年10月2日，進行第一次第二階段改造。
1936年1月至3月，進行第一次第三階段改造，主要加固艦體。
1936年5月25日至6月29日，進行第一次第四階段改造，並與「那智」號及「羽黑」號再次加入第二艦隊第五戰隊。
1937年7月28日，作為旗艦加入第三艦隊第九戰隊。
1939年4月，進行第二次改造，參照「最上」型等巡洋艦作出了整體改造。
1939年11月25日，解除旗艦職務，轉入預備役。
1941年4月10日，作為旗艦加入第二艦隊第五戰隊，4月18日正式再次服役。
1941年12月，參與對菲律賓的侵略戰爭，掩護南菲律賓艦隊。
1942年1月4日，遭到美軍空襲嚴重受創，35名士兵死亡，由「那智」號接任旗艦，返回佐世保維修。
1942年3月1日，與「足柄」號前往爪哇支援追擊盟軍艦隊的「那智」號及「羽黑」號。最終「妙高」型四艦共擊沉三艘巡洋艦及三艘驅逐艦。「妙高」號與「羽黑」號在佐世保整修後進駐柱島，並在3月22日抵達橫須賀。
1942年5月1日，與「羽黑」號參與珊瑚海海戰，負責護衞第五航空戰隊的「翔鶴」號和「瑞鶴」號航空母艦。
1942年6月13日，作為第五戰隊一員前往支援北方艦隊。
1942年中，進行戰前改造，增加了2座深水炸彈投放器。
1942年8月，重編後的第五戰隊前往所羅門群島，遭遇美軍轟炸機攻擊，輕微受損。
1942年10月，與第四戰隊的「摩耶」號重巡洋艦聯合炮轟亨德森機場及追擊美軍航母「大黃蜂」號，並在月底返回佐世保整修。
1943年2月，進行第一次戰時改造，增加對空武裝及改善雷達。
1943年5月8日，與「羽黑」號護衞「大和」號戰艦返回本土，隨後緊急加入北方艦隊前往幌筵島，至6月16日返回橫須賀。
1943年8月，與「羽黑」號進駐特魯克。
1943年10月，第五戰隊轉入東南艦隊，與第十戰隊及第三水雷戰隊參與奧古斯塔皇后灣海戰，在戰鬥中(11月2日)意外與初風號驅逐艦相撞受損，初風沉沒。
1943年11月，進行第二次戰時改造，增加機槍數目及提高整體水密性。
1944年2月10日，前往帛琉以避免受美軍襲擊，並加入第一機動艦隊。
1944年6月，與第一機動艦隊參加菲律賓海海戰，之後進行緊急改裝，再增加機槍數目及減少攜帶魚雷數目以減輕重量。
1944年10月，與第一游擊艦隊會合作戰，受到美軍空襲嚴重受損，被逼退出戰鬥撤往新加坡，由「羽黑」號接任第五戰隊旗艦。
1944年12月，遭美軍潛艇襲擊起火，經過3日才完全撲滅，最終由「羽黑」號拖曳返回新加坡。然而由於資源缺乏，未能進行維修，退出第五戰隊轉入西南艦隊第一南遣艦隊，停泊在基地作為固定炮台。
1945年2月5日，加入重組後的第10方面艦隊，但仍停泊在基地。
1945年9月21日，向英國艦隊投降。
1946年7月8日，在馬六甲海峽鑿沉。

## 武器裝備
（新造時）
- 200mm 50倍口徑雙聯裝炮5座 10門
- 120mm 高射炮6座
- 7.7mm 機槍2挺
- 610mm 3聯裝魚雷發射管4座

（第一次改造後）
- 203mm 50倍口徑雙聯裝炮5座 10門
- 127mm 高射炮4座 8門
- 7.7mm 機槍2挺
- 13mm 高射機槍8挺
- 610mm 魚雷發射管8座 16門

（第二次改造後）
- 203mm 50倍口徑雙聯裝炮5座 10門
- 127mm 高射炮4座 8門
- 25mm 機槍36座 52門
- 13.2mm 高射機槍4門
- 610mm 魚雷發射管4座 16門

## 歷代艦長

### 艤裝員長
藤沢宅雄大佐：1928年12月10日 -

### 艦長
1. 藤沢宅雄大佐：1929年7月31日 -
2. 新山良幸大佐：1929年11月1日 - （兼任）
3. 植松練磨大佐：1929年11月30日 -
4. 山口長南大佐：1930年12月1日 -
5. 井沢春馬大佐：1931年12月1日 -
6. 高橋頴雄大佐：1932年12月1日 -
7. 浮田秀彦大佐：1934年11月15日 -
8. 伍賀啓次郎大佐：1935年11月15日 -
9. 藤田類太郎大佐：1936年12月1日 -
10. 保科善四郎大佐：1938年4月25日 -
11. 伊藤賢三大佐：1938年11月15日 -
12. 阿部孝壮大佐：1939年7月20日 -
13. 板垣盛大佐：1939年11月15日 -
14. 矢野英雄大佐：1940年11月15日 -
15. 山澄貞次郎大佐：1941年8月11日 -
16. 三好輝彦大佐：1942年5月23日 -
17. 中村勝平大佐：1943年3月2日 -
18. 石原聿大佐：1943年12月5日 -
19. 小野田捨次郎大佐：1945年1月15日 - （兼任）
20. 加賀山外雄大佐：1945年3月22日 –

## 同型艦
- 那智號重巡洋艦，妙高型重巡洋艦二號艦
- 足柄號重巡洋艦，妙高型重巡洋艦三號艦
- 羽黑號重巡洋艦，妙高型重巡洋艦四號艦